# Ateralphus senilis
Ateralphus senilis är en skalbaggsart som först beskrevs av Bates 1862.  Ateralphus senilis ingår i släktet Ateralphus och familjen långhorningar. Inga underarter finns listade.